# حالت کوانتومی

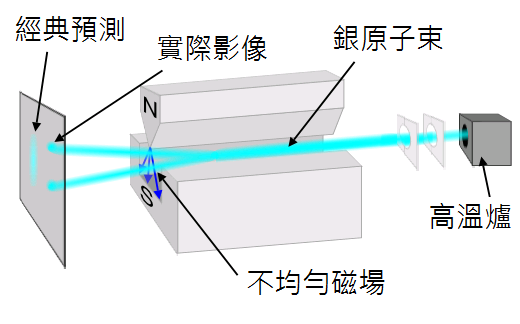
حالت کوانتومی

حالت کوانتومی (به انگلیسی: Quantum state) که به اختصار حالت نیز نامیده می‌شود، یک سیستم بسته کوانتومی است. به بیان دیگر، حالت کوانتومی یک شیء ریاضی است که تمامی ویژگی‌های یک سیستم کوانتمی را دربردارد.
عموماً حالت یک سیستم کوانتمی را با {\displaystyle |\psi \rangle } (کت سای) نمایش داده و بر طبق رابطه تکامل:
{\displaystyle \sum _{i}|i\rangle \langle i|=1}
که در آن {\displaystyle |i\rangle } بردارهای پایه فضای هیلبرت هستند، می‌توان حالت سیستم را بر حسب بردارهای پایه به صورت زیر بسط داد:
{\displaystyle \psi =\sum _{i}C_{i}|i\rangle }
که در آن {\displaystyle C_{i}}ها برابرند با:
{\displaystyle C_{i}=\langle i|\psi \rangle }

## حالت کوانتومی
وضعیت کوانتوم یک مفهوم ریاضی است که دانش یک سامانه کوانتومی را به خود می‌گیرد. مکانیک کوانتوم ساختار، تکامل و اندازه‌گیری وضعیت کوانتوم را مشخص می‌کند. نتیجه این است که یک پیش‌بینی کوانتومی برای سامانه‌ای که توسط وضعیت نمایانده شده است، به دست می‌آید. دانش از وضعیت کوانتوم و قوانین مکانیک کوانتوم برای تکامل سامانه در زمان، همه آنچه که می‌توان در مورد یک سامانه کوانتومی را بدانیم ارائه می‌دهد توابع موج توصیف کننده سیستم‌های کوانتومی با استفاده از متغیرهای موقعیت یا تکانه و حالات کوانتومی بردار انتزاعی تر.

## حالت‌هایمکانیک کلاسیک
به عنوان یک ابزار برای فیزیک، وضعیت‌های کوانتوم از وضعیت‌های مکانیک کلاسیک برآمده‌اند. یک وضعیت دینامیک کلاسیک از یک مجموعه از متغیرهای دینامیک با مقادیر حقیقی و مشخص در هر لحظه زمانی تشکیل شده است. وضعیت‌های کوانتوم از مجموعه‌هایی از متغیرهای دینامیک تشکیل شده‌اند که تحت معادلات حرکت تکامل می‌یابند. با این حال، مقادیر حاصل از وضعیت‌های کوانتوم اعداد مختلف پیچیده هستند، کوانتایز شده‌اند، تحت روابط عدم قطعیت محدود می‌شوند، و تنها یک توزیع احتمال برای نتایج یک سیستم ارائه می‌دهند. این محدودیت‌ها ماهیت متغیرهای دینامیک کوانتوم را تغییر می‌دهند. به عنوان مثال، وضعیت کوانتوم یک الکترون در یک آزمایش شکاف دوتایی شامل مقادیر پیچیده در ناحیه شناسایی خواهد بود و هنگام مربع کردن، تنها توزیع احتمال تعداد الکترون‌ها در آشکارساز را پیش‌بینی می‌کند.

## مکانیک کوانتوم
فرایند توصیف یک سامانه کوانتومی با مکانیک کوانتوم با شناسایی یک مجموعه از متغیرها که وضعیت کوانتومی سامانه را تعریف می‌کنند، آغاز می‌شود. این مجموعه شامل متغیرهای سازگار و ناسازگار خواهد بود. اندازه‌گیری همزمان یک مجموعه کامل از متغیرهای سازگار، سامانه را در یک وضعیت یکتا آماده می‌کند. سپس وضعیت به‌طور قطعی بر اساس معادلات حرکت تکامل پیدا می‌کند. اندازه‌گیری پسین وضعیت یک نمونه از یک توزیع احتمالی تولید می‌کند که توسط عامل مکانیک کوانتومی متناظر با اندازه‌گیری پیش‌بینی شده است. طبیعت اصولاً آماری یا احتمالی اندازه‌گیری‌های کوانتوم، نقش وضعیت‌های کوانتوم را در مکانیک کوانتوم نسبت به وضعیت‌های کلاسیک در مکانیک کلاسیک تغییر می‌دهد. در مکانیک کلاسیک، وضعیت اولیه یک یا چند بدن اندازه‌گیری می‌شود؛ وضعیت بر اساس معادلات حرکت تکامل می‌یابد؛ اندازه‌گیری‌های وضعیت نهایی با پیش‌بینی‌ها مقایسه می‌شوند. در مکانیک کوانتوم، انجمن‌هایی از وضعیت‌های کوانتومی همانند یکدیگر، طبق معادلات حرکت تکامل می‌یابند و اندازه‌گیری‌های مکرر مقایسه می‌شوند با توزیع‌های احتمالی پیش‌بینی شده.

## اندازه‌گیری‌ها
در مکانیک کوانتومی، اندازه‌گیری به معنای تحلیل یک خاصیت از یک سیستم کوانتومی است. در حین یک اندازه‌گیری، وضعیت کوانتومی سیستم به یکی از حالت‌های ایگن متناظر با اپراتور اندازه‌گیری منتقل می‌شود، و نتیجه اندازه‌گیری به یکی از مقادیر ایگن متناظر این اپراتور مربوط خواهد شد. این فرایند تغییر حالت کوانتومی را نمایش می‌دهد و در نتیجه، اصل عدم قطعیت در مکانیک کوانتوم وجود دارد.

### ویژه حالت ها (وضعیت‌های خالص)
حالت‌های ایگن وضعیت‌های خاص در مکانیک کوانتوم هستند که هنگامی که تحت یک عملگر (اپراتور) خاص اندازه‌گیری شوند، مقدار خود را با یک ضریب که «مقدار ایگن» نامیده می‌شود، به خود بازمی‌گردانند. این حالت‌ها اهمیت زیادی در توصیف وضعیت‌های معین سیستم دارند. وضعیت‌های خالص این وضعیت‌ها در مکانیک کوانتوم به حالت‌هایی گفته می‌شود که سیستم به‌طور کامل با یک وضعیت خاص توصیف می‌شود و می‌تواند با یک بردار وضعیت نمایانده شود. در این حالت، اطلاعات کامل در مورد یک سیستم مشخص وجود دارد و احتمال اندازه‌گیری یک خاصیت مشخص است.

## نمایش‌ها
همان وضعیت کوانتومی فیزیکی می‌تواند به صورت ریاضی با رویکردهای مختلفی به نام نمایش‌ها بیان شود. تابع موج مکان یک نمایش است که اغلب در مقدمات مکانیک کوانتوم اولین بار مشاهده می‌شود. تابع موج معادل اندازه‌جنبشی یک نمایش دیگر بر پایه توابع موج است. نمایش‌ها مشابه سیستم‌های مختصاتی یا دستگاه‌های ریاضی مشابه معادلات پارامتری هستند.

### نمایش تابع موج
توابع موج نماینده‌های حالت‌های کوانتومی هستند، به ویژه زمانی که توابع از مکان یا جنبش وابسته باشند. در تاریخچه مکانیک کوانتوم، تعاریف حالت‌های کوانتوم اغلب از توابع موج استفاده می‌کردند پیش از اینکه روش‌های انتزاعی‌تر توسعه یابند. تابع موج یک تابع با مقدار پیچیده از هر مجموعه کامل از درجات آزاد مشابه یا سازگار است. به عنوان مثال، یک مجموعه می‌تواند شامل مختصات فضایی x,y,z برای یک الکترون باشد. آماده کردن یک سیستم با اندازه‌گیری مجموعه کامل از سازگار یک حالت کوانتومی خالص ایجاد می‌کند. آماده‌سازی ناقص و رایج می‌تواند یک حالت کوانتومی مختلط ایجاد کند. حل‌های توابع موج برای معادلات حرکت شرودینگر برای اپراتورهای متناظر با اندازه‌گیری به راحتی می‌توانند به عنوان حالت‌های خالص بیان شوند. این حالت‌ها باید با وزن‌های آماری که با آماده‌سازی آزمایشی همخوانی دارند، ترکیب شوند تا توزیع احتمال مورد انتظار محاسبه شود.

#### ساختار در فیزیک کوانتوم
فیزیک کوانتوم بیشتر به صورت ریاضی با استفاده از جبر خطی فرموله می‌شود، به شرح زیر. هر سامانه مشخصی با یک فضای هیلبرت متناظر است، که ممکن است ابعاد متناهی یا بی‌نهایت داشته باشد. حالت‌های خالص با بردارهایی با نرم ۱ متناظر می‌شوند؛ بنابراین، مجموعه تمام حالت‌های خالص متناظر با کره واحد در فضای هیلبرت است، زیرا کره واحد به عنوان مجموعه تمام بردارهای با نرم ۱ تعریف شده است.